# نگستکووو
نگستکووو (به لاتین: Niestkowo) یک روستا در لهستان است که در گمینا اوستکا واقع شده‌است. نگستکووو ۱۶۳ نفر جمعیت دارد.